# 1년

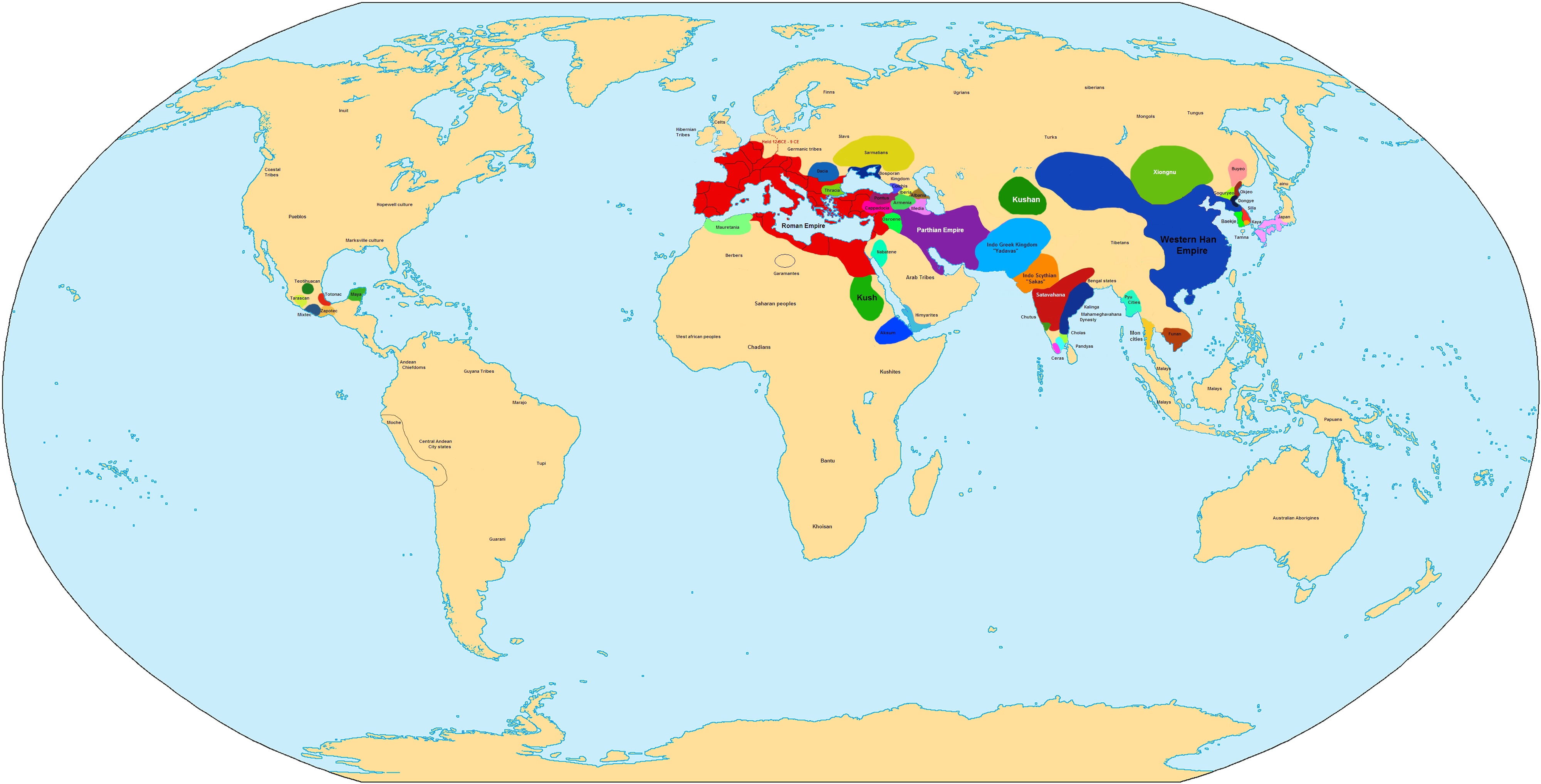
A.D 1년 당시의 세계

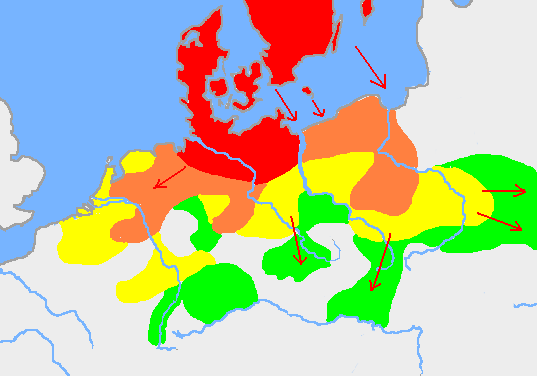
게르만 종족의 이동(1년)

## 연호
- 전한(前漢) 원시(元始) 원년.

## 기년
- 전한(前漢) 평제(平帝) 원년
- 신라(新羅) 혁거세 거서간(赫居世居西干) 58년
- 고구려(高句麗) 유리명왕(瑠璃明王) 20년
- 백제(百濟) 온조왕(溫祚王) 19년

## 사건

### 장소별

#### 유럽
- 아우구스투스의 명령으로 티베리우스가 게르마니아에서의 반란을 진압하다. (AD 1 - 5)
- 오비디우스가 변신 이야기를 집필하기 시작했으며, 사랑의 기교를 출판하다.
- 가이우스 카이사르가 정치적 입지를 강화하기 위해 소 안토니아와 네로 클라우디우스 드루수스의 딸인 리빌라와 결혼한다.

#### 아시아
- 고구려(高句麗) - 유리명왕(瑠璃明王)의 태자 도절(都切)이 죽다.
- 백제(百濟) - 말갈이 쳐들어왔지만 추장이 생포되다.
- 중국에 불교가 전해지다.
- 전한 평제가 공자에게 포성선니공(褒成宣尼公)이라는 시호를 내린다.

#### 아프리카
- 지금의 에티오피아와 에리트리아 지역에 악숨 왕국이 설립되다. (추정)

## 탄생
- 주니우스 갈리오 안나이우스, 로마 총독
- 섹스투스 아프라니우스 부루스, 로마의 근위대장
- 큉틸리우스 바루스
- 팔라스 - 그리스의 자유민 및 정치인

## 사망
- 가이우스 맹